# Zapljena
Zapljena ili posuđenica konfiskacija (lat. confiscatio) označava izvlaštenje (eksproprijaciju) dobara ili imovine u korist države bez naknade.
U državama u kojima se ne primjenjuje vladavina prava i u situacijama revolucija često se vrše zapljene bez ikakve pravne osnove, nego temeljene samo na položaju moći države ili revolucionarnog pokreta. 
U državama gdje se poštuje vladavina zakona zapljena je posljedica djela počinitelja koja vodi do oduzimanja od vlasnika.
Može se raditi o kazni za prekršaje različitih oblika kazne: npr. carinske prekršaje, na oduzimanje prokrijumčarenih roba, ili za kršenje raznih zakonoma. 